# Fortepian (Rożnowice)
Fortepian – nieoficjalny przysiółek wsi Rożnowice w Polsce, położony w województwie małopolskim, w powiecie gorlickim, w gminie Biecz.
Miejscowość wchodzi w skład sołectwa Rożnowice.
W latach 1975–1998 miejscowość położona była w województwie krośnieńskim.